# Elena-Gabriela Ruse
Elena-Gabriela Ruse (nascida em 6 de novembro de 1997) é uma tenista profissional romena.
Ela tem a classificação no ranking da WTA mais alta de sua carreira, como Nº 51 em simples obtida em 23 de maio de 2022 e Nº 32 em duplas obtida em 8 de maio de 2023. Ela ganhou seu primeiro título de simples do WTA Tour no Hamburg European Open de 2021. Ela também ganhou sete títulos de simples e dez de duplas no Circuito Feminino da ITF.

## Carreira júnior

### 2012–2015
Ruse ganhou dois títulos de simples e oito títulos de duplas juniores. O maior título de sua carreira júnior foi o Grau-1 Canadian Open Junior Championships de 2014, onde ela derrotou Katie Swan [en] em uma final de três sets. Ruse também chegou às semifinais do evento individual feminino de Wimbledon de 2014 onde perdeu em outro jogo de três sets. e à final do torneio Eddie Herr quando perdeu para Dalma Gálfi em dois sets. No ITF Junior Circuit, ela teve uma classificação combinada mais alta na carreira de 7, alcançada em 18 de maio de 2015.

## Carreira profissional

### 2015–2016
Quando Ruse terminou sua carreira júnior, ela ainda não tinha uma classificação profissional.
Em julho de 2015, Ruse fez sua estreia na chave principal do WTA Tour como "wild card" no Aberto de Bucareste no evento de duplas, em parceria com Jaqueline Cristian onde perderam na primeira rodada. Ela também recebeu um "wild card" para a qualificatória em simples no mesmo torneio e venceu Alexandra Cadanțu-Ignatik na primeira rodada, perdendo a partida seguinte para Maria Sakkari.
Ruse chegou às semifinais em eventos de US$ 10k em Bucareste e Antalya.
Em dezembro de 2015, Ruse conquistou seu primeiro título profissional de simples em outro torneio de US$ 10k em Antalya, derrotando Ekaterine Gorgodze [en] na final em jogo de três sets. Ela terminou 2015 com uma classificação de final de ano em 642º lugar em simples e 575º em duplas.
Em janeiro de 2016, Ruse se classificou para o evento de US$ 25k em Sunrise, derrotando a ex-jogadora do top 30 Laura Robson ao longo do caminho, e chegou às quartas de final, onde perdeu para Elizaveta Ianchuk [en]. Depois desse evento, ela venceu dez partidas de simples e oito partidas de duplas consecutivas e ganhou dois títulos de simples e dois de duplas em eventos de US$ 10k em Antalya. Em março, Ruse chegou a duas finais consecutivas em eventos de US$ 10k em Hammamet, Tunísia; ela perdeu a primeira para Claudia Giovine [en] em dois sets, quebrando sua sequência de 14 vitórias consecutivas em simples, e na segunda ela venceu Julia Grabher [en]. No final de abril, Ruse se classificou para um evento de US$ 25k em Chiasso, na Suíça, e chegou às semifinais, onde perdeu para a vinda da classificatória Amanda Carreras [en] em três sets.
Depois de tirar uma folga para a formatura do ensino médio, Ruse voltou às competições em junho no evento de US$ 50k em Essen [en], na Alemanha. Como a última aceita diretamente para a chave principal, Ruse surpreendeu a cabeça-de-chave Aliaksandra Sasnovich em três sets para sua primeira vitória sobre uma das "Top 100". Devido aos atrasos da chuva em Essen, ela teve que jogar sua partida da segunda rodada no mesmo dia e perdeu em dois sets para a vinda da qualificatória Olga Sáez Larra [en].

### 2018-2019
Ruse se classificou para sua estreia na chave principal de um Grand Slam no Torneio de Wimbledon de 2018 depois de vencertrês partidas consecutivas, porém perdeu na primeira rodada para Agnieszka Radwańska numa partida equilibrada de três sets.
Ruse alcançou sua primeira final de torneio WTA no Aberto de Bucareste de 2019 em duplas, fazendo parceria novamente com  Jaqueline Cristian; elas foram derrotados por Viktória Hrunčáková [en] e Kristýna Plíšková.

### 2020
Nesse ano Ruse teve poucos destaques. Em simples, não passou pela qualificatória do Australian Open, ficando na terceira rodada; em fevereiro chegou às qurtas de final em um torneio de US$ 60k no Egito; também ficou na terceira rodada da qualificatória do Aberto da França; em outubro chegou à quartas de final em um torneio de US$ 25k em Istambul; e em dezembro teve seu maior destaque, chegando à semifinal em um torneio de US$ 100k em Dubai quando perdeu para Kateřina Siniaková em três sets.
Nas duplas, a destacar apenas: em janeiro, venceu um torneio de US$ 60k em Andrézieux-Bouthéon em dupla com  Jaqueline Cristian e em outubro, com a mesma parceira venceu um torneio de US$ 25k em Istambul.

### 2021
Ruse fez sua estreia em um WTA 1000 em Indian Wells passando pela qualificatória por Lesley Pattinama Kerkhove [en], no entanto perdendo na primeira rodada para Alizé Cornet.
Ruse conquistou seu primeiro título de simples do WTA Tour no Hamburg European Open, derrotando Andrea Petkovic na final. Como resultado dessa campanha de sucesso, ela subiu 65 posições e entrou no top 150 em simples em um novo recorde na carreira, número 133 do mundo. Após sua campanha em Hamburgo, Ruse alcançou a segunda final consecutiva no final daquele mês, no Palermo Open; no entanto, ela perdeu em dois sets para Danielle Collins. Ela fez sua estreia no US Open passando pela qualificatória, mas perdeu na primeira rodada para Markéta Vondroušová. Em duplas no mesmo torneio, ela alcançou sua primeira quartas de final em torneio Major ao lado de Monica Niculescu, quando perderam em três sets para a dupla de Alexa Guarachi [en] e Desirae Krawczyk.
Ruse alcançou outro novo recorde na carreira, a 83ª posição do mundo em 18 de outubro de 2021, e terminou o ano na 85ª posição.

### 2022
Em Dubai, Ruse se classificou para a chave principal e derrotou a número 5 do mundo e terceira cabeça-de-chave Paula Badosa para sua primeira vitória entre as 10 primeiras. Em seguida perdeu nas oitavas de final para Simona Halep em sets diretos.
Ela alcançou uma nova classificação de alta na carreira de No. 51 em 23 de maio de 2022.

### 2023
Em duplas no Australian Open, Ruse chegou às semifinais ao lado de Marta Kostyuk, quando perderam para a dupla Kateřina Siniaková e Barbora Krejčíková em sets diretos.
Ruse chegou à segunda rodada no Monterrey Open vinda da classificatória derrotando a campeã do Mérida Open, Camila Giorgi.

### 2024
Ruse começou a temporada no ASB Classic, onde passou pela qualificatória, no entanto, perdeu na primeira rodada para a "wild card" que retomava a carreira, Emma Raducanu em jogo de três sets. Entre fevereiro e março, participou de alguns torneios ITF W75 sem nenhum destaque.
Ruse iniciou a temporada em quadras de saibro tentando o Megasaray Hotels Open, no qual, passou pela qualificatória, mas perdeu na primeira rodada da chave principal para Katarzyna Kawa [en] em jogo de três sets. Depois disso, tentou o Open Internacional Femení Solgironès, no qual, também passou pela qualificatória, venceu Nuria Párrizas Díaz [en] na primeira rodada mas perdeu na segunda para Olga Danilovic. Seu próximo compromisso foi o Open de Rouen, no qual, mais uma vez, passou pela qualificatória, mas dessa vez, chegou até às quartas de final perdendo para a cabeça de chave N° 2 Caroline Garcia em sets diretos. No Trophée Clarins, chegou às semifinais, onde perdeu para a eventual vice-campeã, Emma Navarro em sets diretos. Em seguida, tentou o Aberto da França, no qual não passou pela qualificatória.
Ruse começou a temporada em quadras de grama em um torneio W100 da ITF, o Ilkley Trophy, no qual perdeu para a cabeça de chave N° 8, Lily Miyazaki [en], na primeira rodada em jogo de três sets muito disputado. Em seguida, tentou o Torneio de Wimbledon, no qual, passou pela qualificatória sem perder nenhum set, mas estreou na chave principal contra a cabeça de chave N° 4, Elena Rybakina, jogo que perdeu em sets diretos.